# Istituto Europeo di Design
L'Istituto Europeo di Design (IED) è una scuola professionale privata italiana di disegno industriale, moda, arti visive e comunicazione che offre corsi post-diploma, master e specializzazioni.

## Storia e organizzazione
L'Istituto Europeo di Design è sorto nel 1966. La prima sede era a Milano, in Piazza Santa Maria del Suffragio. Lungo il corso degli  anni settanta e ottanta, l'istituto si è espanso, aprendo nuove sedi in  diverse città italiane: nel 1973 a Roma, nel 1984 a Cagliari e nel 1989 a Torino. Negli anni novanta è iniziato lo sviluppo al di fuori del territorio nazionale, con l'apertura delle sedi di Madrid nel 1994 e di Barcellona nel 2002.  Successivamente è stata istituita la prima sede in Brasile, a San Paolo, nel 2005. Sono state poi aperte le sedi di Venezia nel 2007 e di Firenze nel 2009, anno in cui è anche avvenuta l'acquisizione dell'Accademia di Belle Arti Aldo Galli di Como. Nel 2014, la presenza dello IED in Brasile è stata rafforzata con l'istituzione della sede di Rio de Janeiro.
Attualmente lo IED è presente in dieci città sparse in tre continenti (Milano, Roma, Torino, Venezia, Como, Firenze, Cagliari, Barcellona, Madrid, São Paulo, Rio de Janeiro).  L'istituzione eroga circa 30 diversi corsi triennali post-diploma in 5 lingue - inglese, italiano, spagnolo, cinese e portoghese - oltre a corsi stagionali e master post-laurea.

## Riconoscimento legale dei titoli
In Italia, nelle sedi di Cagliari, Torino, Roma, Como, Firenze e Milano l'Istituto Europeo di Design rilascia titoli di diploma accademico di I livello, di durata triennale, riconosciuti dal Ministero dell'istruzione, dell'università e della ricerca con il Decreto n.292 del 10 dicembre 2010.
L’Istituto Europeo di Design ha affrontato diverse controversie riguardo l’assegnazione di titoli di laurea potenzialmente non conformi ai requisiti del Ministero dell’Istruzione. Una questione al riguardo coinvolge 211 lauree, 140 delle quali già sospese dal Ministero, principalmente per le sedi di Torino e Cagliari. Dopo il riconoscimento ministeriale del 2012, lo IED ha permesso agli studenti del secondo anno di iscriversi ai corsi riconosciuti, mentre quelli del terzo anno dovevano recuperare crediti mancanti. Tuttavia, il Ministero ha bloccato 132 richieste di laurea per l’anno accademico 2013/2014 di Torino. In seguito, lo IED ha affermato che gli studenti avevano frequentato il primo anno a Milano, sede riconosciuta dal 2010, ma ciò non ha soddisfatto il Ministero, che ha richiesto ulteriori chiarimenti. Un’indagine è stata avviata da Stefano Boeri, presidente della Triennale e amministratore di Fondazione Morelli, proprietaria dell’IED, ma è stata interrotta da altri soci dell’istituto1.
In Spagna, lo IED rilascia Títulos de Grado en Enseñanzas Artísticas Superiores de Diseño. Si tratta di corsi di formazione di quattro anni al termine dei quali lo studente consegue il titolo di Grado en Diseño, legalmente riconosciuto dal Ministerio de Educación in ambito nazionale e internazionale.
In Brasile, nelle sedi di San Paolo e Rio de Janeiro, lo IED rilascia titoli di diploma universitario. Si tratta di corsi di formazione di 3 anni (cursos de graduação, più specificamente bacharelados) nelle aree di moda, disegno industriale e arti visive, legalmente riconosciuti dal MEC (Ministério da Educação e Cultura), attraverso il decreto ministeriale numero nº 885, del 18/09/2009.